# Städtische Badeanstalt Neuwied

Ansichtskarte Historisches Hallenbad, im Jahre 1908

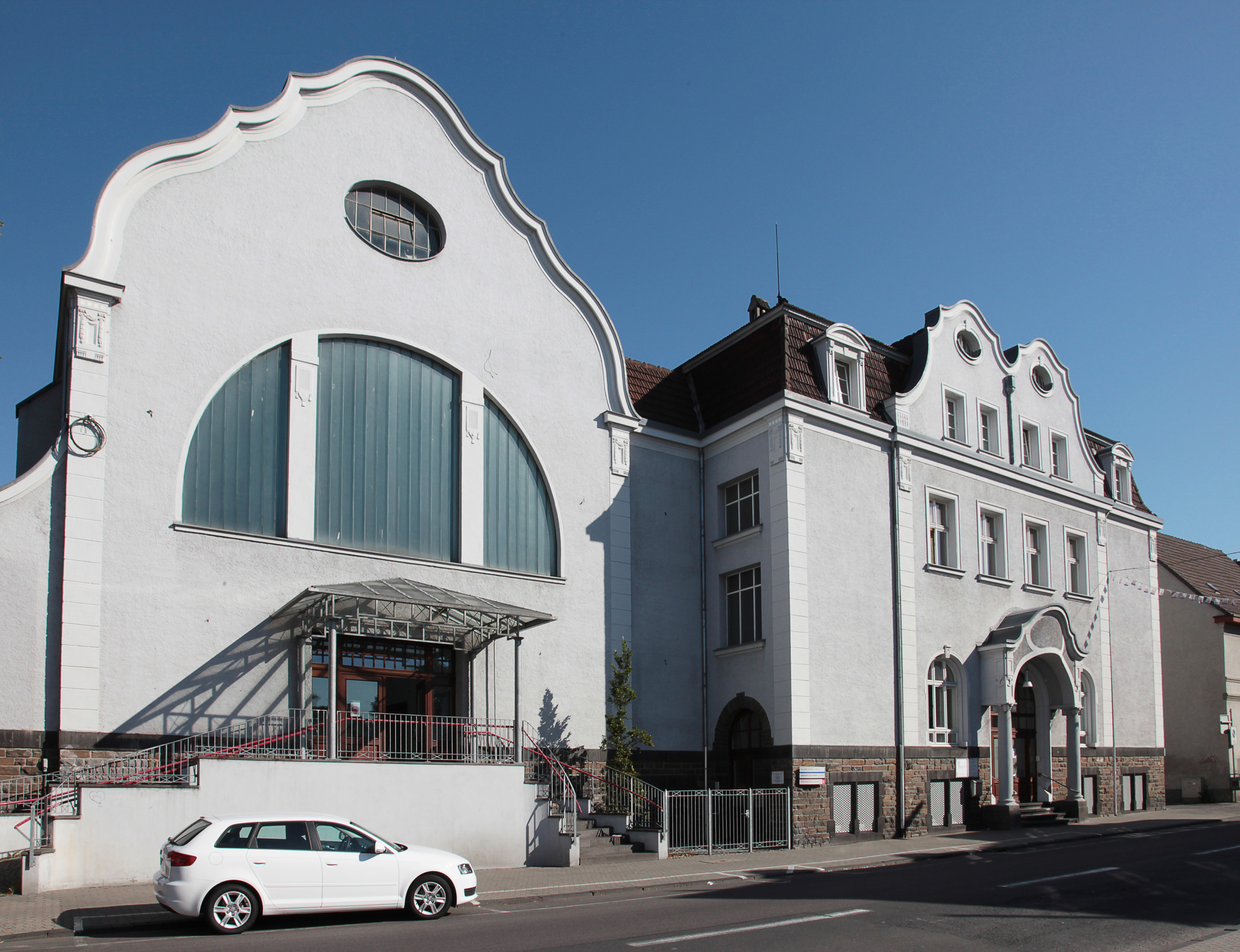
Historisches Hallenbad, 2011

Die Städtische Badeanstalt Neuwied war eine am 22. Juni 1908 eröffnete Badeanstalt im Zentrum Neuwieds. Stifter und Bauherr war der Neuwieder Ehrenbürger Julius Remy (1848–1932). 1985 wurde es wegen Löchern im Schwimmbecken geschlossen. Heute dient das Stadtbad als Bürokomplex und steht unter Denkmalschutz.

## Geschichte
Bereits 1826 wurde die erste private Badeanstalt in Neuwied eröffnet. 1847 baute der Schiffsbauer Peter Stein ein Zellenbadehaus am Rhein, das bis 1869 bestand. 1870 entstand in der Nähe der heutigen Goethe-Anlagen ein weiteres Zellenbadhaus mit Schwimmschule.
Nach der Errichtung der Matthiaskirche in Neuwied 1899–1904 wurde die alte katholische Kirche in der oberen Marktstraße abgetragen und an dieser Stelle die Städtische Badeanstalt erbaut. Der Stifter und zum Ehrenbürger ernannte Beigeordnete Julius Remy berief den Architekten Wilhelm Knoppe aus Köln, die Badeanstalt zu planen und zu errichten. Am 11. Mai 1904 wurde dem Neubau der Städtischen Badeanstalt zugestimmt. Die Baukosten waren auf 160.000 Mark veranschlagt, 70.000 Mark kamen von der Stiftung Julius Remy, der Rest sollte durch eine 3,5-prozentige Hypothek bei der Stadtsparkasse aufgebracht werden. Die Baukosten wurden dennoch überschritten und betrugen letztendlich 271.000 Mark.

## Eröffnung
Am 22. Juni 1908, einem Sonntag, wurde die Städtische Badeanstalt durch Bürgermeister Walter Geppert, den Spender und Stadtbeigeordneten Julius Remy sowie den Architekten Wilhelm Knoppe feierlich eröffnet. Für die Neuwieder war es ein "Tag der offenen Tür". Das neue Bad war für die Bevölkerung ein Luxus ungewohnter Art: die große, von Nischen und Emporen aufgelockerte Schwimmhalle, dazu noch Duschen und Wannenbäder. Die Bürger waren begeistert und die Zeitungen berichteten von dem modernen und fast schönsten Bad in ganz Deutschland. Viele Kommunalverwaltungen schickten Abordnungen nach Neuwied, um sich über das moderne Bad zu informieren.   
Einen Tag nach der Eröffnung durften die Neuwieder schwimmen und baden. Ein Brausebad kostete damals 15 Pfennige, ein Wannenbad ohne Wäsche 40 Pfennige und Schwimmunterricht 10 Mark.   
Samstags und vor Feiertagen war natürlich Hochbetrieb und die Familien wollten gemeinsam Schwimmen gehen: Die Badefrauen, Angestellte der Stadt, führten diejenigen, die zu den Wannenbädern wollten, zuerst in die Kabinen, um sie dort mit Seife zu waschen, bei Bedarf auch zu schrubben, damit sie nicht schmutzig in die Wanne stiegen. Die Badefrauen bekamen dadurch schnell den Spitznamen "die Quartalswäscher".  
Im Jahre 1909 gründete sich zur Förderung des Schwimmens der Verein 09-Neuwieder Schwimmverein (NSV). Schauschwimmen und Wettkämpfe machten den Verein in Stadt und Umgebung bekannt. Das Mitglied Hermann Heibel war 1936 Teilnehmer der Olympischen Spiele. 1929 gründete sich ein "Damen-Schwimmverein", der als Damenabteilung dem NSV 09 beitrat. Nach dem Krieg machte sich die Damenabteilung selbstständig und wurde als Nixen durch den Aufbau eines Wasserballetts bekannt. Die Ortstruppe der Lebens-Rettungs-Gesellschaft führte Lehrgänge in der Badeanstalt durch. 
Der 1882 durch den Gymnasiasten Georg Kolk gegründete Gymnasial Turn- und Ruderverein Neuwied (GTRVN), der älteste Schüler- und Ruderverein am Rhein und zweitälteste in ganz Deutschland, führte in den Wintermonaten seine Übungen in der Badeanstalt durch, so zum Beispiel, wie man sich bei Bootsunfällen im Wasser verhält.

## Renovierung
Nach dem Krieg mussten viele Gebäude der Stadt, darunter auch die Badeanstalt, renoviert werden. 1951 wurde die Schwimmhalle modernisiert, die Heizung von Kohle auf Gas umgestellt und ein moderner Wasserregler für das Schwimmbecken angebracht. Brause und Wannenbäder wurden erneuert sowie die Schwimmhalle und Empore erweitert, damit bei Wettkämpfen bis zu 850 Plätze für Zuschauer zur Verfügung standen. Die renovierte und vergrößerte Badeanstalt konnten nun auch die Wassersportvereine im Winter nutzen.

## Schließung
1985 wurde die Badeanstalt wegen eines undichten Schwimmbeckens geschlossen. Überlegungen einer Renovierung zerschlugen sich wegen der Kosten. 1988 wurde die Badeanstalt als Kulturdenkmal ausgewiesen und von 1997 bis 1999 entsprechend den Auflagen der Denkmalschutzbehörden saniert.